# جوناثان سوندرز
جوناثان سوندرز (بالإنجليزية: Jonathan Saunders)‏ هو مصمم أزياء بريطاني، ولد في 1977 في غلاسكو في المملكة المتحدة.